# Klosstjärnen (Ytterhogdals socken, Hälsingland)
Klosstjärnen är en sjö i Härjedalens kommun i Hälsingland och ingår i Ljungans huvudavrinningsområde.